# Basilio Santa Cruz

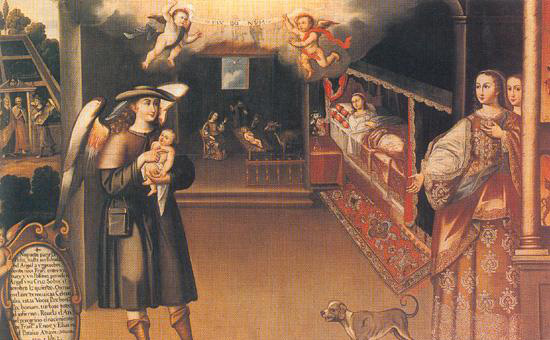
El naixement de Sant Francesc, segons Basilio Santa Cruz Pumacallao (Església de Sant Francesc, Santiago de Xile, ca. 1670-1680.

Basilio de Santa Cruz Puma Callao va ser un pintor peruà que va viure durant el temps de la colònia, segle xvii, a Cusco i va tenir al Bisbe Mollinedo com el seu principal mecenes. El seu estil està marcat dins del Barroc ple. Amb la seva obra es pot apreciar per primera vegada un paral·lel entre la pintura del Perú i la d'Espanya. La seva pintura està caracteritzada per tenir una composició dinàmica, ser molt decorativa i de grans dimensions. El seu estil és molt diferent al de Quispe Tito, perquè no està basada específicament en gravats sinó que està més lligada al treball dels pintors espanyols com Murillo i Valdés Leal, potser això a conseqüència de les peces que el bisbe Mollinedo va portar amb ell des de Madrid.
Es pot apreciar part de la seva obra en la Catedral del Cuzco. És així que s'observa en els laterals del rerecor a la Verge de Belén i a la Verge de l'Almudena. I en el transsepte la sèrie de les Santes Màrtirs i l'Aparició de la Verge a Sant Felip Neri. També al Convent de Sant Francesc del Cuzco es pot apreciar la Sèrie de la vida de Sant Francesc, en la qual solament es troba signat l'últim quadre, datat en 1667. A l'Església de la Mercè hi ha el Martiri a Sant Laureà, pintura barroca amb àngels a l'estil de Murillo.